# Морозов, Иван Игнатьевич
Иван Игнатьевич Морозов (1883—1942) — русский и советский поэт.

## Биография
Шестой ребёнок в крестьянской семье. В раннем детстве потерял отца (Игната Семёновича). Мать (Прасковья Сергеевна) — женщина грамотная и набожная. Поступил в сельскую школу (1891). После окончания школы был рекомендован казённокоштным учащимся в Рязанскую духовную семинарию. Мать воспротивилась этому из-за опасений, что сын станет «безбожником». Морозов устроился в волостное правление помощником писаря. В этот период много читал, пробовал писать стихи. Женился на Марии Трофимовне Пичиникиной (имел трёх дочерей). Познакомился с поэтом В. К. Влазневым, который ободрял его и помогал советами. Морозов посвятил ему очерк «Поэт-самоучка» (1904).
Самая ранняя публикация — стихотворение «Весенняя песня» (1903).
В первый период главными для Морозова стали годы, проведенные в Москве. Здесь он прожил три года до военной службы (1903—1905), а затем перебрался сюда с семьей в 1910 году. Стал одним из членов-учредителей Суриковского литературно-музыкального кружка. На эти годы пришлось участие в разнообразных писательских объединениях, знакомство с Максимом Горьким, позднее переросшее в дружбу. В качестве редактора принимал участие в издании журнала «Огни» (1912—1913). В 1915 году собирал биографии и стихи крестьянских поэтов и писателей для обобщающего, но так и не вышедшего сборника их произведений. 
Морозов убежденно относил себя к «пушкинской школе». В письме к поэту А. А. Коринфскому (1913) писал: «Кроме Вас мне обратиться не к кому, так как (никого) не знаю из поэтов «пушкинской школы», к которой принадлежу сам». Другие поэтические направления встречали решительное неприятие молодого крестьянского поэта. В письме С. Д. Дрожжину (1916) Морозов рассказывал: «Позавчера был на одном собрании «народников» – и, о ужас! Все они – поклонники Игоря Северянина… Грустно и больно за них!... Нам ли, вышедшим из народной среды, писать о «дохлой луне» и «голубых колошах» и т.п.? Где же завет нашей гордости – Пушкина? Пушкин не выражался – «на пляже позы под Дункан», но он создал то, что недоступно создать ни одному модернисту, и он понятен малому ребенку».
В 1910-е годы регулярно появляются публикации стихов Морозова, а в 1914 году выходит его первый персональный поэтический сборник «Разрыв-трава» с предисловием М. Горького. Уже в 1916 году в печати появился второй сборник «Красный звон» с биографическим очерком, написанным поэтом С. Д. Дрожжиным, и вступительным стихотворением А. А. Коринфского.
Стихи Морозова, изданные до революции 1917 года, неизменно получали положительные отзывы критиков. Например, автор рецензии на «Красный звон», опубликованной в «Нижегородском листке», приведя морозовское стихотворение «Мой конь-мечта, как вихрь упорный…», восторженно воскликнул: «Но ведь это прелестно, читатель, так может писать только истинный поэт, которого воображение ярко, а слова покорны, как своему властелину. Читаете другие его стихотворения… Да, везде виден настоящий поэт Божией милостью, обладающий тайной художественной простоты». Схожие отзывы в 1916 году поместили газеты «Орловский край», «Волгарь», «Оренбургская жизнь», «Тульская молва» и другие губернские издания. В дореволюционных стихах Морозова звучат жалобы на долю бедняка, на злую судьбу и тяжкий труд, боль за судьбу свою и своего народа. Однако главная тональность скорее радостна и жизнелюбива, особенно в пейзажной и песенной лирике.
В 1926 году выпустил книги «Поля цветущие» и «Зрей ячмень!». В стихах этого периода появились темы «обновлённого» крестьянского труда, «смычки» города и деревни, единения крестьян и рабочих, однако и в этих книгах он остаётся по преимуществу поэтом лирического настроения, созерцателем родной природы.